# Политика Мексики
Мексика, как и большинство других стран Латинской Америки, представляет собой президентскую республику. Форма мексиканского государственного устройства после обретения страной независимости была во многом скопирована с Соединённых Штатов.

## Исполнительная власть
Исполнительная власть осуществляется Президентом. Президент назначает и освобождает от должности государственных секретарей. Все постановления, декреты, решения и приказы Президента должны быть скреплены подписью государственного секретаря, к ведению которого относится соответствующий акт.
В штатах законодательная власть принадлежит палатам представителей, а исполнительная — губернаторам (избираются на 6 лет). Конституция наделяет штаты полномочиями, которыми не обладает центральная власть, хотя на практике мексиканские штаты имеют ограниченную реальную власть.

## Законодательная власть
Согласно Конституции, Конгресс состоит из двух палат. Нижняя палата, или Палата депутатов (исп. Cámara de Diputados) состоит из 500 членов, избираемых на три года. Верхняя палата, или Сенат (исп. Cámara de Senadores/Senado) состоит из 128 членов, избираемых на шестилетний срок, с полной ротацией его членов каждые шесть лет.
Главная функция Конгресса состоит в принятии законов и декретов по вопросам, отнесённым к компетенции Федерации. Право законодательных инициатив принадлежат Президенту, депутатам и сенаторам, законодательным органам штатов.
Конгресс также уполномочен принимать в состав Федерации новые штаты, образовывать новые штаты, устанавливать налоги, определять принципы, на основе которых исполнительная власть может выпускать займы, объявлять войну, объявлять амнистию осуждённым.
Палата представителей имеет полномочия утверждать федеральный бюджет, наблюдать за точным исполнением ведомством Контролёра казначейства своих функций, назначать руководителей и других служащих ведомства Контролёра казначейства, рассматривать обвинения, предъявляемые государственным должностным лицам, указанным в Конституции одобрять назначения членов Высокого Суда Федерального округа, предоставляемые Президентом, или отказывать в таком назначении.
В исключительную компетенцию Сената входят такие пункты, как анализ внешней политики, утверждение международных договоров и дипломатических соглашений, заключаемых федеральной исполнительной властью, уполномочивание президента направлять национальные войска за пределы территории страны и др.
Обе палаты имеют право создавать комиссии для расследования деятельности федеральных министерств, административных департаментов и предприятий с преобладающим государственным участием.

## Судебная система
Мексиканская судебная система разделена на федеральные суды и суды штатов, которые применяют соответственно федеральное и местное законодательство.
Во главе федеральной судебной системы стоит верховный суд из 21 судьи. Члены Верховного суда назначаются президентом на шестилетний срок, с согласия Сената. Верховный суд имеет судебную и административную власть над нижестоящими судами.
Президент назначает также судей 12 выездных окружных судов, состоящих из трёх судей, и в 9 унитарных выездных окружных судах и 68 окружных судах, состоящих из одного судьи.
Наряду с судами общей юрисдикции в Мексике существует и интенсивно развивается система административной юстиции. Были также созданы суды специальной юрисдикции, такие как налоговый суд и управление по арбитражу, отвечающее за разрешение трудовых конфликтов.

## Конституционный строй
В Мексике, по американскому образцу, четко разделены исполнительная и законодательная власти. Высшим законодательным органом является Конгресс Союза. Он состоит из двух палат: нижней Палаты депутатов (с 1979 года - 400, а с 1988 — 500 мест) и верхней палаты — Сената (128 мест). Обе палаты избираются в ходе прямых общегосударственных выборов, так что сегодня различия между ними невелики.
Исполнительную власть возглавляет избираемый населением президент. Он формирует правительство, т. н. Исполнительный кабинет. Вдобавок президент назначает т. н. Расширенный кабинет. Отличие Мексики от США и многих латиноамериканских стран в том, что здесь нет поста вице-президента.
Судебную власть в Мексике возглавляет Верховный суд, судьи которого назначаются Сенатом по представлению президента. Как и в США, Верховный суд в Мексике является одновременно конституционным судом.

## Избирательная система
Избирательный цикл в Мексике повторяется каждые шесть лет, когда одновременно проходят выборы в обе палаты Конгресса и избирается президент. Кроме того, в середине цикла проходят ещё одни выборы в Палату депутатов (она переизбирается каждые три года).
В 1991 году была реформирована система выборов в Сенат. Если прежде он полностью избирался каждые шесть лет, то теперь Сенат стал переизбираться по частям. Из 128 сенаторов в нечетные годы переизбирались 32 (25 %), а в четные — 96 человек (75 %). Однако в 2000 году мексиканский Сенат снова стал переизбираться полностью раз в шесть лет.
С 1976 года на выборах в Палату депутатов действует смешанная избирательная система, при которой 300 из 500 депутатов (60 %) избираются по мажоритарной системе в одномандатных округах, а 200 (40 %) — на пропорциональной основе. В 2000 году эта смешанная система была введена и на выборах в Сенат. Из 128 сенаторов 32 человека избираются по мажоритарной и 96 — по пропорциональной системе.

## Партии
В Мексике начала XXI века существовала де-фактом трёхпартийная система. Главными партиями страны являлись Институционно-революционная партия (долгое время безраздельно господствовавшая в стране большую часть XX века), правая Партия национального действия и левая Партия демократической революции (её предшественницей в роли левой оппозиции ИРП была Народно-социалистическая партия) во главе сначала с Куаутемоком Карденасом, а затем — Андресом Мануэлем Лопесом Обрадором. Последний победил на выборах 2018 года во главе своей новой левопопулистской партии Движение национального возрождения. На этих выборах в парламент, помимо перечисленных, прошли левосоциалистическая Партия труда, левоцентристское Гражданское движение и правоцентристская Зелёная экологическая партия Мексики. Крайне левый фланг представляют радикальные коммунистические организации, крайне правый — движение Tecos и связанные с ним национал-корпоративистские структуры.
На выборах президента избиратель может голосовать сразу за одну, две или три партии , но в рамках одной коалиции, поддерживающей конкретного кандидата.